# Ранилум
Ранилум (на латински: Ranilum) e пътна станция на римския Военен път (Виа Милитарис) в местността Имилика при днешното с. Оризово, община Братя Даскалови, област Стара Загора.
Отбелязана е на Бурдигалския пътеводител от 333 г. като mutatio (спирка за кратка почивка и смяна на коне). Намирала се е на територията, администрирана от Филипопол (дн. Пловдив), на 27 римски мили (40 км) източно от града. Вероятно е изградена заедно със строежа на Военния път през 60-те години на I в. сл. Хр.
Част от пътната станция е била запазена през 1940-те години. От тази пътна станция е запазен надпис на гръцки от I-III в. сл. Хр..